# Leiostyla lamellosa
Leiostyla lamellosa е изчезнал вид коремоного от семейство Lauriidae.